# Molukse kerkuil
De Molukse kerkuil (Tyto sororcula), in het Engels Lesser Masked Owl genaamd, komt voor op de Molukken en meer bepaald op de Tanimbar-eilanden, waar hij een endemische soort vormt. Het is een vrij zeldzame en bedreigde kerkuil. 

## Ondersoorten
Er zijn drie ondersoorten:
- T. s. sororcula: Tanimbar.
- T. s. cayelii: Buru.
- T. s. almae: Seram.

## Originele beschrijving
- Sclater, Philip Lutley (1883), Tyto sororcula, Proceedings of the Scientific meetings of the Zoological Society of London for the year 1883 (PZS). Pt.1, p 52-53.
- Hartert (1900), Tyto sororcula cayelii, Novitates Zoologicae, 7, p. 228.

## Status
De Molukse kerkuil komt niet als aparte soort voor op de lijst van het IUCN, maar is daar een ondersoort van de Australische kerkuil (T. novaehollandiae sororcula/cayelli). De ondersoort almae daarentegen is wel een aparte soort op de lijst van het IUCN (Tyto almae).